# Mugasa
Mugasa je bog neba in meseca pri Pigmejcih v Zairu. Sprva je živel skupaj z ljudmi, ki jih je sam ustvaril. Ko so prekršili njegovo zapoved, so postali umrljivi, sam pa se je vrnil v nebo. Podoben je Arebatiju.